# Brigitte Haas
Brigitte Haas (Vaduz, 1964) é uma advogada e política do Liechtenstein que atualmente é diretora-executiva da Câmara de Comércio e Indústria do Liechtenstein. Ela é a primeira-ministra do Liechtenstein desde 2025.

## Início da vida
Haas cresceu em Schaan e completou um estágio na administração estadual do Liechtenstein antes de estudar direito na Universidade de Zurique.
Ela foi vice-diretora-executiva da Câmara de Comércio e Indústria do Liechtenstein de 2004 a 2019, assumindo o cargo de diretora-executiva em agosto de 2019.

## Primeira-ministra do Liechtenstein
Haas foi a candidata da União Patriótica para o cargo de primeira-ministra nas eleições gerais de 2025. A eleição resultou na vitória do partido, tornando-a a primeira-ministra eleita. Ela foi empossada em 10 de abril de 2025, tornando-se a primeira mulher a chefiar o governo do Liechtenstein.

## Vida pessoal
Haas mora em Vaduz e é casada com Hubert Ospelt.